# Дискриминация
Дискриминацията (от лат. discriminatio – „правене на разлика“) към или спрямо даден индивид или група е третирането или възприемането му на базата на класа, категория, раса, етнос, религиозна принадлежност, сексуална ориентация, биологичен вид или нещо друго вместо спрямо неговите лични качества.
Според признака, по който се дискриминират хората, се назовават различни видове дискриминация – пр. религиозна, етническа, расова, полова, сексуална, видова и т.н.
Дискриминация има тогава, когато е налице официално или неофициално разделяне на индивидите в отделни групи по някакъв техен общ признак, при което им се дават или отнемат дадени права, задължения и възможности, според групата към която принадлежат. Отношението към индивидите от различни групи трябва да е различно, неравноправно и нерационално.
Разделянето на индивидите в групи по даден рационален признак не е дискриминация. Малко известна е музикалната дискриминация.

## Расова дискриминация
Расовата дискриминация представлява установяване неравноправно третиране на индивидите на базата на реални или имагинерни расови категории. Тя е била официална държавна политика на няколко страни по света, като ЮАР в периода на апартейда.
В САЩ регистрирането на расата от страна на официалните власти в профилите на лица, които е вероятно да извършат даден вид престъпление, е считано за дискриминация. Във Великобритания следствието последвало убийството на Стивън Лоурънс обвини полицията в институционален расизъм.

## Полова дискриминация
Виж още Сексизъм.
Незаконната полова дискриминация е всяко действие по кредитиране или ощетяване на лице от възможности, привилегии или възнаграждения единствено на базата на пола му, когато подобен аргумент не е съществено и определящо изискване. Според Закона за защита от дискриминация в българското законодателство не е полова дискриминация различното третиране на лица на основата на техния пол по отношение на занятие, осъществявано в религиозни институции или организации, когато поради естеството на занятието или условията, при които то се осъществява полът е съществено и определящо професионално изискване с оглед характера на институцията или организацията.
Промяната на половите роли и повишаващото се равноправие на жените в повечето общества се схващат като заплаха за традиционните патриархални роли.
Организацията на обединените нации заключава, че жените са подлагани на „стъклен таван“, както и че няма общества, където жените да имат същите възможности за реализация и развитие като мъжете. В САЩ специализирана федерална комисия, занимаваща се с проблемите на дискриминацията на работното място (Федерална комисия на стъкления таван; Federal Glass Ceiling Commission) твърди, че между 95 и 97% от старшите управители в най-големите корпорации на страната са мъже.
Транссексуалните лица, били те преходни от мъже към жени или от жени към мъже, често са обект на дискриминация на базата на половата си идентичност. Продукти на тази практика могат да бъдат уволнение, проблеми на работното място или трудности при намирането на работа.
В социален аспект, различията между половете са използвани за да оправдаят обществените норми и традиции в общества, в които единият пол е ограничаван до дадени второстепенни социални роли. Предвид наличието на нефизически различия между мъжете и жените, почти не съществува консенсусно становище по въпроса какви точно са тези различия.
Законодателството защитаващо равноправието между половете е обикновено сложно и разнородно.

## Дискриминация на сексуалната ориентация
Виж Хомофобия.
Дискриминирането по сексуална ориентация е всяка дискриминация на лице, двойки или групи на базата на тяхната сексуална ориентация. Това е една от най-спорните форми на дискриминация, отчасти защото някои хора вярват, че сексуалната ориентация е по-скоро модел на поведение, отколкото свойствена черта на дадено малцинство или мнозинство. В основата този вид дискриминация представлява всяко негативно действие, насочено срещу лица с еднополова или разнополова сексуална ориентация, била тя хетеро, хомо или бисексуална. Сексуалните малцинства или мнозинства често са разглеждани като нежелани или неморални от една или повече социални групи, поради което дискриминацията срещу тях понякога присъства в законодателството.
Предвид че степента на приемливост към лицата с различна сексуална ориентация варира в различните общества, степента на санкция към дискриминацията също варира. Дискриминацията базирана на сексуалната ориентация често се изостря от гнева, породен от социални промени, които засягат някои членове на обществото. Например сексуалните малцинства могат да бъдат разглеждани като заплаха за традиционните полови роли, които покровителстват мъжествеността в традиционната социална структура.
През 20 век, в резултат на силно повишената приемливост на сексуалните малцинства в развитите страни, дискриминацията базирана на сексуалната ориентация все повече се разглежда като незаконна. Южна Африка, след отпадането на апартейда и встъпването на Нелсън Мандела на власт, е първата държава в света, която забрани дискриминация на базата на сексуална ориентация в конституцията си. В САЩ дискриминацията според сексуална ориентация е забранена в 17 щата. Повечето от тези щати освобождават от тези антидискриминационни клаузи религиозните институции, а няколко и малкия бизнес.
В историческа перспектива, консервативните религиозни лидери и организации са сред главните противници на подобни правни мерки срещу дискриминацията базирана на сексуална ориентация.

## Религиозна дискриминация
Религиозната дискриминация представлява установяване неравноправно третиране на индивидите на базата на техните религиозни вярвания или принадлежност. Макар да могат да са свързани в някои отношения, религиозната и расовата дискриминация са принципно различни.
Много страни в западния свят понастоящем имат закони срещу религиозната дискриминация, макар невинаги да са прилагани строго. Например, от терористичните  атентати от 11 септември 2001 г. в САЩ, Комисията за равни възможности за наемане на работа е получила над 800 сигнала за проява на религиозна дискриминация от лица, които са или които са смятани за мюсюлмани, араби, южноазиатци или сикхи, като най-често оплакванията са срещу тормоз и уволнение.
Друг пример за религиозна дискриминация е дискриминацията на не-мюсюлмани в ислямските теократични държави. В историческа перспектива евреите и християните са имали по-малко свободи от изповядващите исляма граждани на тези държави; на не-мюсюлманските монотеисти е даван статуса на дими в някои случаи. (вж. Статус на религиозната свобода в Саудитска Арабия)
Марксистките републики също проявяват дискриминация към представители на различни религии в един или друг период и в различна степен през време на развитието си.
Религиозната дискриминация понякога може да е свързана с други видове дискриминация. Например в САЩ съществува закон закрилящ гнездата на орлите от притежаване като религиозни обекти. От 16 век коренните жители на Америка често приемат не-местни такива в своите религиозни практики, като знак за инициацията е даването на орлово гнездо. Законът забранява тези практики на базата на раса и етническа принадлежност, което се посочва като проява на държавна дискриминационна политика.
В някои западни училища съществуват известни форми на религиозна дискриминация към ученици и студенти. Например имена на ученически клубове могат да бъдат променяни от училищната или колежанска администрация с аргумента, че те или части от тях могат да бъдат обидни за други ученици, родители или преподаватели.
Изследвания показват, че нерелигиозните (атеисти, агностици и пр.) са обект на най-широка дискриминация извън комунистическите страни. По време на президентската си кампания през 1988 г. Джордж Х. У. Буш заявява, че атеистите не следва да се считат за патриоти или граждани.

## По неравностойно положение
Дискриминацията на хора в неравностойно положение, независимо дали това са инвалиди, глухонеми и т.н. се изразява в неприемане на работа, неприемане в социални и културни групи, неправилно третиране, непредставеност в медиите, филмите и т.н., както и неосигуряване на помощни механизми (превод за глухонеми, например) за хората в неравностойно положение.

## Възрастова дискриминация
Възрастовата дискриминация („ейджизъм“) представлява установяване неравноправно третиране на индивидите на базата на тяхната възраст. Макар теоретично терминът да може да се отнесе към всяка възрастова група, възрастовата дискриминация обикновено приема две форми: дискриминация срещу младежи и срещу възрастни лица.
В много страни работодатели открито отказват да наемат хора прехвърлили определен възрастов праг, без оглед на средната възраст на населението. Причините за това са разнообразни – от аргументи като това, че по-младите служители са по-„динамични“ или че създават по-позитивен образ на компанията, до други, свързани с по-високото заплащане и други привилегии на по-възрастните служители, без тази практика винаги да е оправдана от по-големия им опит.
Някои непълнолетни юноши считат че са обект на възрастова дискриминация и че следва подхода на по-възрастните към тях да е с по-голямо уважение. Някои твърдят, че социалното разслоение на възрастовите групи излага аутсайдерите на неправилни стереотипи, като представата че всички младежи са еднакво незрели, агресивно или бунтарски настроени, слушат рок или рап музика или употребяват наркотици. Съществуват организирани групи срещу възрастовата дискриминация.

## Видова дискриминация
Видовата дискриминация („видизъм“) е приписване на различни стойности, права или определено зачитане на индивидите само въз основа на видовата им принадлежност. Терминът се използва понякога от защитниците на правата на животните, които твърдят, че видизмът е предразсъдък, сходен с расизма и сексизма заради това, че отношението към индивидите е предопределено от груповата им принадлежност и от морално ирелевантни разлики. Те твърдят, че видовата принадлежност няма морално значение.
Понятието обхваща две идеи. От една страна се отнася до антропоцентризма – вярването, че човекът е центърът на вселената, – а тук, в частност, че интересите на членове на човешкия вид винаги преобладават при конфликт на интереси с членове на други видове. От друга страна, терминът се отнася до приписването на по-голямо или по-малко морално значение на другите животни въз основа на статута на вида им, предоставен от човека: например, интересите на домашните любимци и животните от застрашен вид биха били по-зачетени от интересите на селскостопанските животни, лабораторните животни или на животните, считани за вредители или дивеч.

## В законодателството
Според българското законодателство социалната дискриминация представлява (установяването на) подобна практика на по-неблагоприятно третиране или ограничаване, лишаване на индивиди и групи от чисто законовите им права и задължения, както и възможности, на базата на тяхната класа или според групата към която принадлежат. Българското законотворчество се стреми да премахне от текстовете на българските закони всички признаци на т.нар. социална дискриминация. В термините на закона понятието включва всяко поставяне в неравностойно положение според раса, религия или вяра, пол, сексуална ориентация, полова идентичност, увреждане, народност или етнос, гражданство, възраст, образователен ценз, политическа принадлежност, имуществено състояние или на всякакви други признаци. При дискриминацията индивидите се разглеждат като членове на групи, определени по това, че споделят някой от горните признаци. Тези групи се третират като по-малоценни и отношението към тях е неблагоприятно. Най-често дискриминационно е било поведението към членовете на групи, систематизирани по раса, пол или национален произход.
Установяването на специално отношение според личностни качества (като лични постижения, умения или опитност) не се считат за дискриминация.
Социални теории, като егалитаризма, прокламират идеята, че социалното равенство трябва да е водещ обществен принцип. Дискриминацията, като проява на предразсъдък към даден човек според произхода му, е заклеймявана от някои философи според принципа на tabula rasa в западната философия, който отрича идеята за вродени ментални способности и потенциал на отделните личности.
В контраст с тези идеи, консервативни автори, като професора по право Матиас Сторми твърдят, че дискриминацията в обществото е фундаментално човешко право или по-точно – базата на всички фундаментални свободи и следователно най-фундаменталната свобода. В свое есе към книгата си „Демокрацията: провалилият се бог“ философът икономист Ханс-Хърман Хопи твърди, че естественият обществен строй се характеризира чрез повишената дискриминация.
Проявите на дискриминация са в особено широк спектър. Те могат да бъдат най-малкото преднамерено нелюбезно или бавно обслужване в търговски обекти, недопускане до такива, а също – расистки, етнически и др. обиди, лишаване от работа или жилище, физическо насилие, и дори геноцид.

### Дискриминацията като държавна политика
Много правителства са правили опити да намалят дискриминацията чрез законодателство за граждански права, за равни възможности и политика на позитивна дискриминация (наричана от опонентите ѝ обратна дискриминация).
Дискриминацията е общоприета практика в политиката на някои правителства по света. Пример за това е по-благоприятното третиране на градското от не-градското население. Безработните граждани могат да получават социални помощи, финансирани от данъкоплатците, докато на безработните извън градските райони могат да бъдат отказани подобни привилегии. Правителствата могат да разполагат с властта да изселват неградското население, но не и градското. Дискриминацията според жителството на много места е законна. Такава съществуваше и в България с т. нар. „Софийско жителство“.
Примери за дискриминацията като държавна политика представляват апартейда в Южна Африка; институционализираната расова сегрегация в САЩ от Американската гражданска война до 60-те години на 20 век; „окончателното решение“ на „еврейския проблем“ в Нацистка Германия; превъзпитателните лагери в някои комунистически републики.

### Обратна или позитивна дискриминация
Обратна дискриминация, наричана още „позитивна“, е друга форма на проблема, носеща същите или дори по-тежки негативи. Предприема се като противодействие срещу дискриминацията за групи, подложени по-рано на неравностойно отношение. При позитивна дискриминация се подкрепят дискриминираните по-рано групи (най-често жените и малцинствата) за сметка на исторически доминиралите групи, като се използват критерии, които обикновено не са свързани с професионални прояви или възможности, с цел да се обърне предишния модел на дискриминация. Тя може да се насочва или към всички членове на дадена група (например жените изобщо), или само към отделни индивиди, които са били дискриминирани. Целта на позитивната дискриминация е да създаде социален комфорт, равни възможности за всички и компенсация на нанесените по-рано щети. Тя се прилага внимателно и за определен срок от време, докато се възстанови равновесието, за да не се наруши отново социалният баланс, но в крайна сметка просто продължава дискриминацинните практики. Позитивната дискриминация също трябва да се избягва чрез въвеждането на конкретни недискриминациоанни формални правила.
Дискриминационното поведение се осъжда в редица международни документи като Всеобщата декларация за правата на човека, Европейската конвенция за правата на човека и основните свободи и много държави са приели закони за защита срещу дискриминацията.